# Queen + Paul Rodgers
I Queen + Paul Rodgers sono stati un supergruppo britannico nato nel 2004, quando Brian May, Roger Taylor e Paul Rodgers furono invitati all'UK Music Hall of Fame.
May aveva già suonato in precedenza con Rodgers (ex membro di Bad Company, Free, The Firm e The Law) in diverse altre occasioni, fra cui una alla Royal Albert Hall. Taylor e May (rispettivamente batterista e chitarrista dei Queen) avviarono diversi progetti musicali dopo la morte (avvenuta nel 1991) del cantante dei Queen, Freddie Mercury e il successivo abbandono del bassista John Deacon, avvenuto ufficiosamente alla fine degli anni novanta. Rodgers, May e Taylor avevano già suonato insieme nella cover di Smoke on the Water della band Rock Aid Armenia insieme ad altri artisti di successo.
I tre furono i membri principali della formazione, accompagnati durante le tournée da un ex tastierista turnista dei Queen, Spike Edney (che fece parte anche dei Cross, altro gruppo di Taylor), dal chitarrista Jamie Moses (ex membro dei Pretenders, degli Hollies e della Brian May Band), e dal bassista Danny Miranda (ex Blue Öyster Cult e della produzione del musical We Will Rock You di Las Vegas).

## Storia
(Brian May)

### Antefatti
(Roger Taylor)
Ecco l'evolversi degli avvenimenti che hanno preceduto la nascita di questa collaborazione, in ordine cronologico:
- 24 settembre 2004 – Brian May e Paul Rodgers condividono il palco in occasione del concerto per il 50º anniversario della Fender Stratocaster che vede anche la presenza di big quali David Gilmour e Jeff Beck. La volta precedente fu il 1992 alla Royal Albert Hall;
- 29 ottobre 2004 – Conferenza stampa dei Queen a Colonia, in Germania. Per la prima volta Taylor accenna alla possibilità di un tour con Rodgers nel 2005;
- 1º novembre 2004 – Il quotidiano austriaco Kurier pubblica un'intervista a May e Taylor avvenuta durante la recente conferenza stampa di Colonia titolando l'articolo "Si deve aggiungere un nuovo capitolo (alla storia dei Queen)";
- 3 novembre 2004 – Il Kurier torna sull'argomento tour riportando che Taylor avrebbe annunciato di essere in procinto di allestire una tournée con l'ex cantante dei Free al posto di Freddie Mercury, che vedrebbe i Queen eseguire sia brani di repertorio sia nuovo materiale. In giornata, May ribatte sul suo sito che "Nulla di ciò che è stato detto dal quotidiano austriaco è vero";

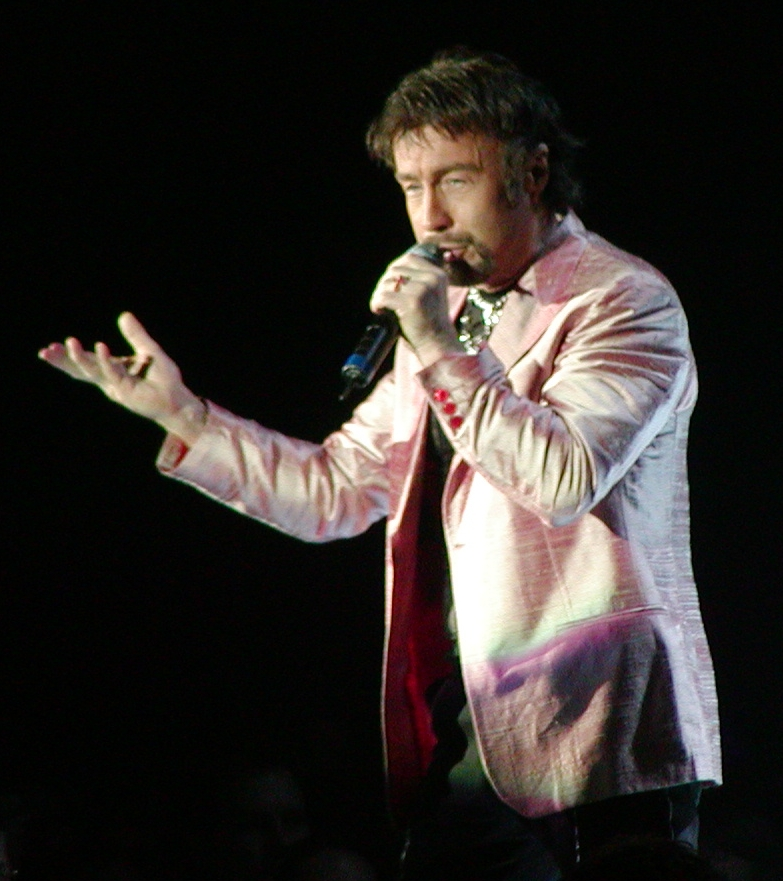
Paul Rodgers

- 4 novembre 2004 – Thomas Zeidler[1] (il giornalista autore della succitata intervista) risponde a Brian May riferendo di essere in possesso di una registrazione audio dell'intervista a Taylor che avrebbe sciolto ogni dubbio sulla veridicità dell'articolo. Zeidler asserisce d'essere un fan di lunga data dei Queen e che le incomprensioni possano essere scaturite da problemi sorti in fase di traduzione o da sue interpretazioni troppo possibilistiche riguardo a una eventuale tournée;
- 7 novembre 2004 – May replica affermando di non aver capito in precedenza che l'articolo fosse accreditato a Thomas Zeidler, giornalista che egli conosce e stima. May prosegue scusandosi per la perentorietà della sua smentita, ma ribatte sul fatto che Taylor non possa aver fornito dei dati così dettagliati sul tanto ventilato tour in quanto si trattava meramente di una possibilità. Tuttavia May prosegue il suo commento senza smentire una probabile e prossima collaborazione con Paul Rodgers, ma di certo non in sostituzione di Freddie Mercury. Il "giallo" si chiude con la modifica al messaggio lasciato da May sul suo sito quattro giorni prima: da "nulla di tutto ciò è vero" a "nulla di tutto ciò è propriamente vero";
- 11 novembre 2004 - I Queen (May e Taylor) interpretano We Will Rock You e We Are the Champions accompagnati da Rodgers alla voce in occasione dell'UK Music Hall of Fame a Londra. L'ex leader dei Free ricambia l'invito dei Queen per l'interpretazione del suo più grande successo, All Right Now;
- 20 novembre 2004 – Brian May, sempre sul suo sito, ringrazia i sostenitori per gli apprezzamenti ricevuti in seguito alla recente esibizione con Paul Rodgers, riferendo che i tre si sentono tentati e incoraggiati a suonare ancora assieme, dando così peso alle voci che da tempo parlano di una tournée i cui concerti si poggerebbero sul repertorio sia dei Queen sia dei Free. Manca oramai solo l'annuncio ufficiale che sancisca la collaborazione;
- 10 dicembre 2004 – Taylor parla ufficialmente della tournée con Rodgers, che sicuramente toccherà la Germania e il resto d'Europa in primavera. Come May, si spreca in elogi per Rodgers il cui incontro viene definito "pura fortuna";
- 11 dicembre 2004 – Davanti a un pubblico televisivo di 15 milioni di persone, i Queen suonano cinque brani ospiti del popolare show tedesco "Wetten Dass?" e ufficializzano la notizia che ci sarà un "nuovo tour dei Queen in primavera";
- 12 dicembre 2004 – A Colonia, si tiene il musical We Will Rock You. A dispetto di altre occasioni, non è consentito alla stampa e ai fan di scattare fotografie durante la festa organizzata dopo lo spettacolo. I promotori del musical in Germania riferiscono che «a causa dell'imminente tour con Paul Rodgers, i Queen non vogliono che siano scattate loro altre foto dal vivo»;
- 27 dicembre 2004 – I primi biglietti per il tour sono ufficialmente in vendita;
- 21 gennaio 2005 – Pubblicato il comunicato ufficiale della tournée 2005[2].

### Tournée
(Brian May)

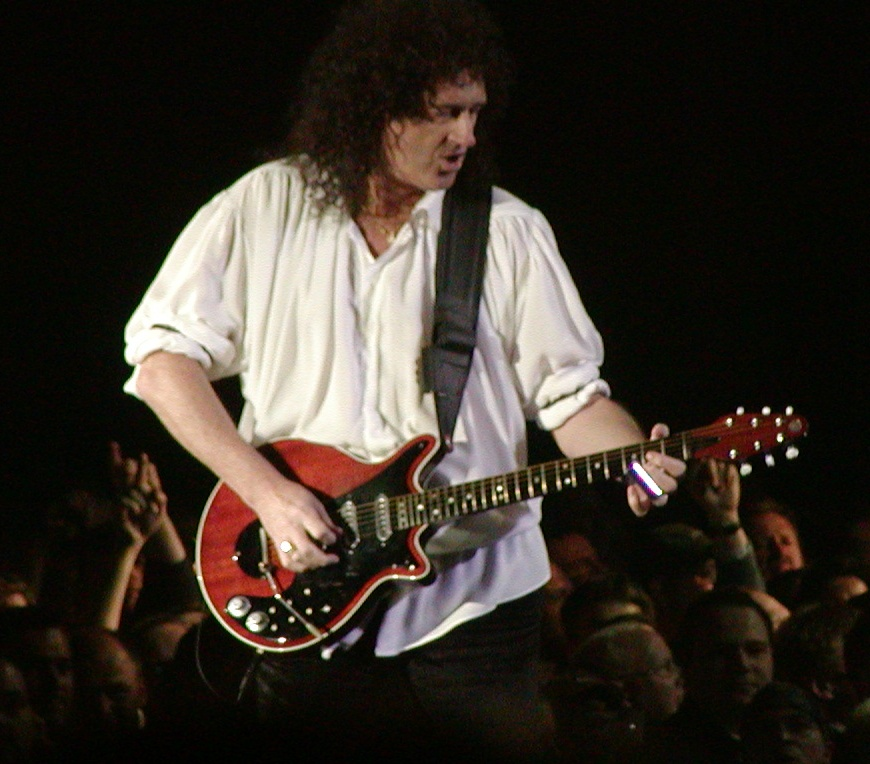
Brian May in una delle date del tour

La prima apparizione ufficiale della band avvenne nel marzo 2005 per un concerto in Sudafrica a sostegno della campagna 46664 promossa da Nelson Mandela per sensibilizzare l'opinione pubblica sulla lotta all'AIDS. La tournée vera e propria cominciò con un concerto alla Brixton Academy di Londra, i cui biglietti vennero principalmente venduti ai membri del fan club ufficiale dei Queen. Il tour europeo raggiunse poi diciassette paesi fra cui Germania, Paesi Bassi, Italia, Francia e Spagna, per un totale di 28 concerti tutti svoltisi al coperto. Seguirono quattro date all'aperto all'Estadio do Restelo in Portogallo (30.000 spettatori), al Rhein-Energie Stadion di Colonia in Germania, (27.500), all'Holland Arnhem Gelredome (30.000) e ad Hyde Park nel Regno Unito (65.000 spettatori).
Durante il concerto all'Estadio do Restelo tenutosi il 2 luglio 2005 il gruppo dedicò due brani all'evento Live 8: Say It's Not True, scritta nel 2003 da Taylor per la succitata campagna 46664 e '39, anticipata da un messaggio con cui Brian May ringrazia Bob Geldof per l'organizzazione dell'evento a scopo benefico.
Per il concerto a Hyde Park del 15 luglio 2005 il management della band decise di donare gratuitamente migliaia di biglietti ai volontari e ai soccorritori che avevano operato in seguito all'attentato terroristico del 7 luglio 2005, che causò fra l'altro lo slittamento di una settimana della data originariamente fissata. Per l'occasione la band eseguì dal vivo il celebre brano Imagine di John Lennon, cantato a turno da May, Taylor e Rodgers. Salirono sul palco anche i Razorlight in veste di band di supporto e il comico inglese Peter Kay (che presenziò anche alla data di Manchester). Originariamente era in programma la presenza di Justin e Dan Hawkins, al tempo membri dei The Darkness, ma il rinvio dell'evento ha reso impossibile la loro partecipazione.
Nell'autunno 2005, dopo il tour europeo, i Queen + Paul Rodgers suonarono ad Aruba, negli Stati Uniti ed in Giappone. Durante il concerto alla Hollywood Bowl di Los Angeles, tenutosi il 22 ottobre 2005, il chitarrista Slash si unì alla band per il brano Can't Get Enough.
Il 3 marzo 2006 il gruppo iniziò da Miami (primo concerto in Florida dal 1978) un tour nordamericano che terminò con un “tutto esaurito” per la data di Vancouver (Canada), dove fra l'altro suonarono a sorpresa un brano di Jimi Hendrix, Red House.

#### Scaletta
La scaletta subì delle modifiche minori da un concerto all'altro. Le canzoni scelte comprendevano il repertorio di maggior successo dei Queen, con brani come Another One Bites the Dust, Crazy Little Thing Called Love, We Will Rock You, We Are the Champions e Bohemian Rhapsody (quest'ultima in duetto virtuale con Mercury). La scaletta comprendeva anche alcuni brani del repertorio dei Free e dei Bad Company come All Right Now, Wishing Well, Feel Like Making Love, e Can't Get Enough.

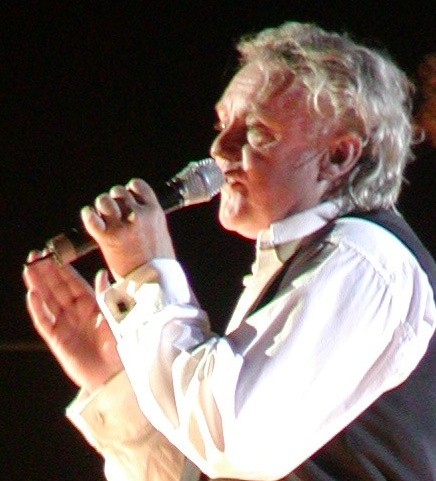
Roger Taylor in concerto

May interpretò in veste di cantante la prima parte di Hammer to Fall (rivista per l'occasione: l'introduzione veniva eseguita come si trattasse di una ballata. In seguito, Rodgers sostituiva May alla voce e il brano riprendeva l'arrangiamento tradizionale), Love of My Life e '39 mentre Taylor cantò Radio Ga Ga (alternandosi con Rodgers), These Are the Days of Our Lives, Say It's Not True e I'm in Love with My Car. A eccezione di quest'ultimo, gli altri brani vedevano Taylor abbandonare temporaneamente il suo strumento, la batteria per l'esibizione canora.
La scaletta tipica della maggior parte dei concerti, costituita prevalentemente dai maggiori successi dei Queen subì di tanto in tanto qualche piccola variazione costituita da brani come I Was Born to Love You e Teo Torriatte (solo in Giappone), Imagine (Hyde Park), Too Much Love Will Kill You (solo in Sudafrica, con Katie Melua alla voce), Long Away, Tavaszi Szel Vizet Araszt (Budapest) e Let There Be Drums (cover di un brano di Sandy Nelson suonata nella maggior parte dei concerti). Sunshine of Your Love fu suonata a Newcastle per rendere omaggio al concerto-“reunion” dei Cream, cui presenziò fra il pubblico anche lo stesso May. Dragon Attack è un pezzo aggiunto alla scaletta durante la tournée nordamericana del 2006.

### Return of the Champions
Il 19 settembre 2005 su etichetta Parlophone viene pubblicato il doppio CD Return of the Champions, tratto dal concerto tenutosi alla Hallam FM Arena di Sheffield il 9 maggio 2005. Durante la fase di editing in studio, sono state modificate alcune parti vocali (più che altro inerenti al parlato) e si è scelto di non includere nell'album Under Pressure. La foto scelta per la copertina dell'album è tratta dal concerto a Milano del 5 aprile dello stesso anno. Un DVD omonimo e tratto dal medesimo concerto è stato pubblicato nell'ottobre dello stesso anno. Quest'ultimo contiene anche Imagine di John Lennon tratta dal concerto a Hyde Park. A scopo promozionale, è stato pubblicato anche il singolo Reachin' Out/Tie Your Mother Down/Fat Bottomed Girls.
Esistono registrazioni ufficiali di quasi tutte le date europee del tour, alcune delle quali sono state rese disponibili per il download a pagamento dal sito ufficiale dei Queen, con l'opzione di acquisto di CD vergini con impresso il logo dei Queen + Paul Rodgers. Nell'aprile 2006 fu pubblicato solo per il mercato giapponese il DVD Super Live in Japan, tratto dal concerto tenutosi a Tokyo il 26 ottobre 2005.

### The Cosmos Rocks

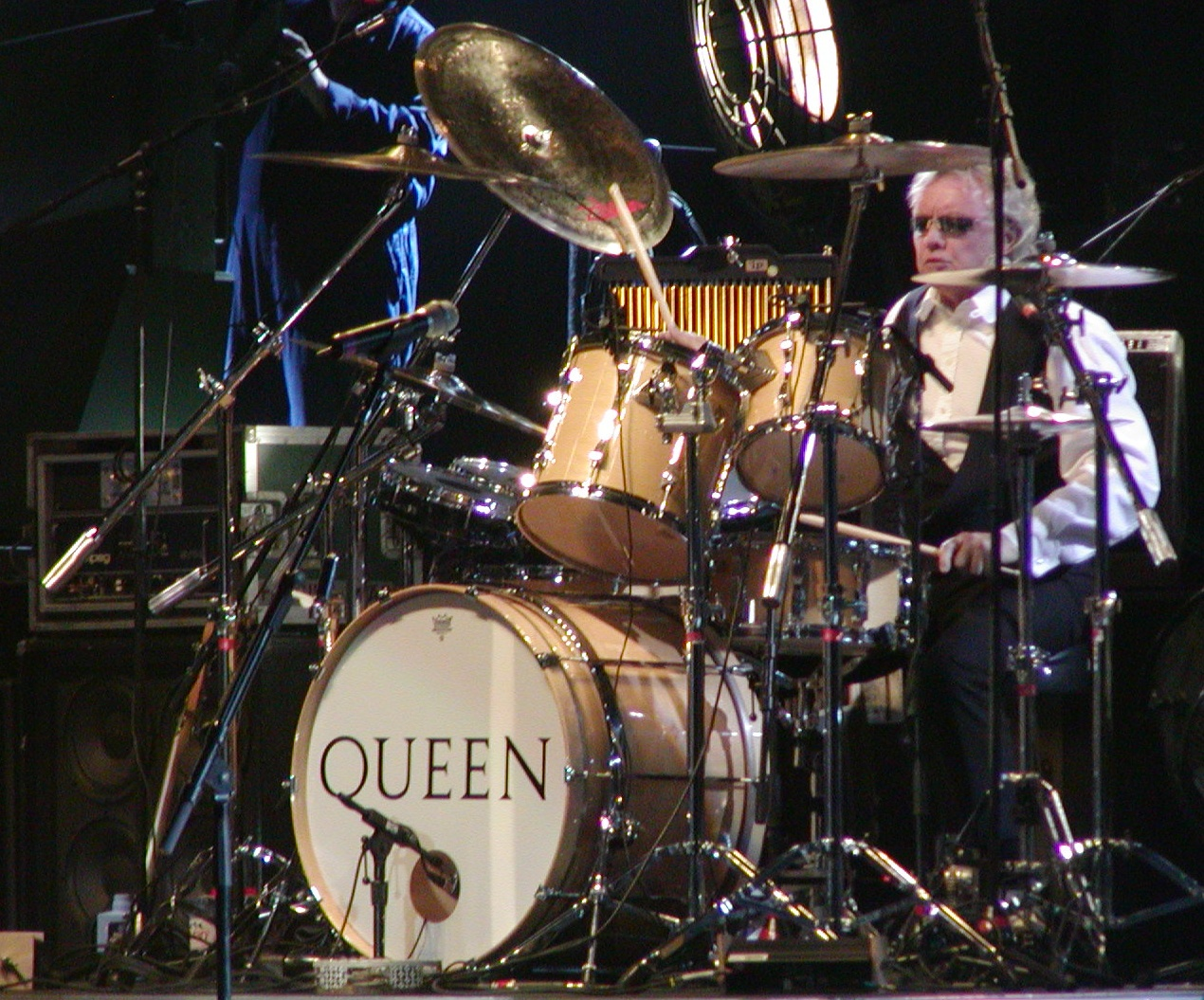
Roger Taylor in concerto

Il 15 agosto 2006 Brian May confermò le voci (già in circolazione da marzo) secondo le quali i Queen + Paul Rodgers sarebbero stati in procinto di procedere a sessioni di registrazione in studio a partire da ottobre, senza fornire però ulteriori dettagli inerenti al progetto.
Il 23 ottobre 2006 fu lo stesso chitarrista ad annunciare che il gruppo si trovava in studio di registrazione a lavorare su brani inediti che faranno parte di un futuro album. Roger Taylor in un incontro con Mark Ratcliffe di BBC Radio 2 risalente al 14 novembre 2006 disse che le sessioni in studio procedevano senza intoppi e che la band non avrebbe iniziato una nuova tournée senza la previa pubblicazione di nuovo materiale. Paul Rodgers, in un'intervista concessa a Billboard nel giugno 2007, ha dichiarato che sino ad allora la band aveva composto nove nuovi brani.

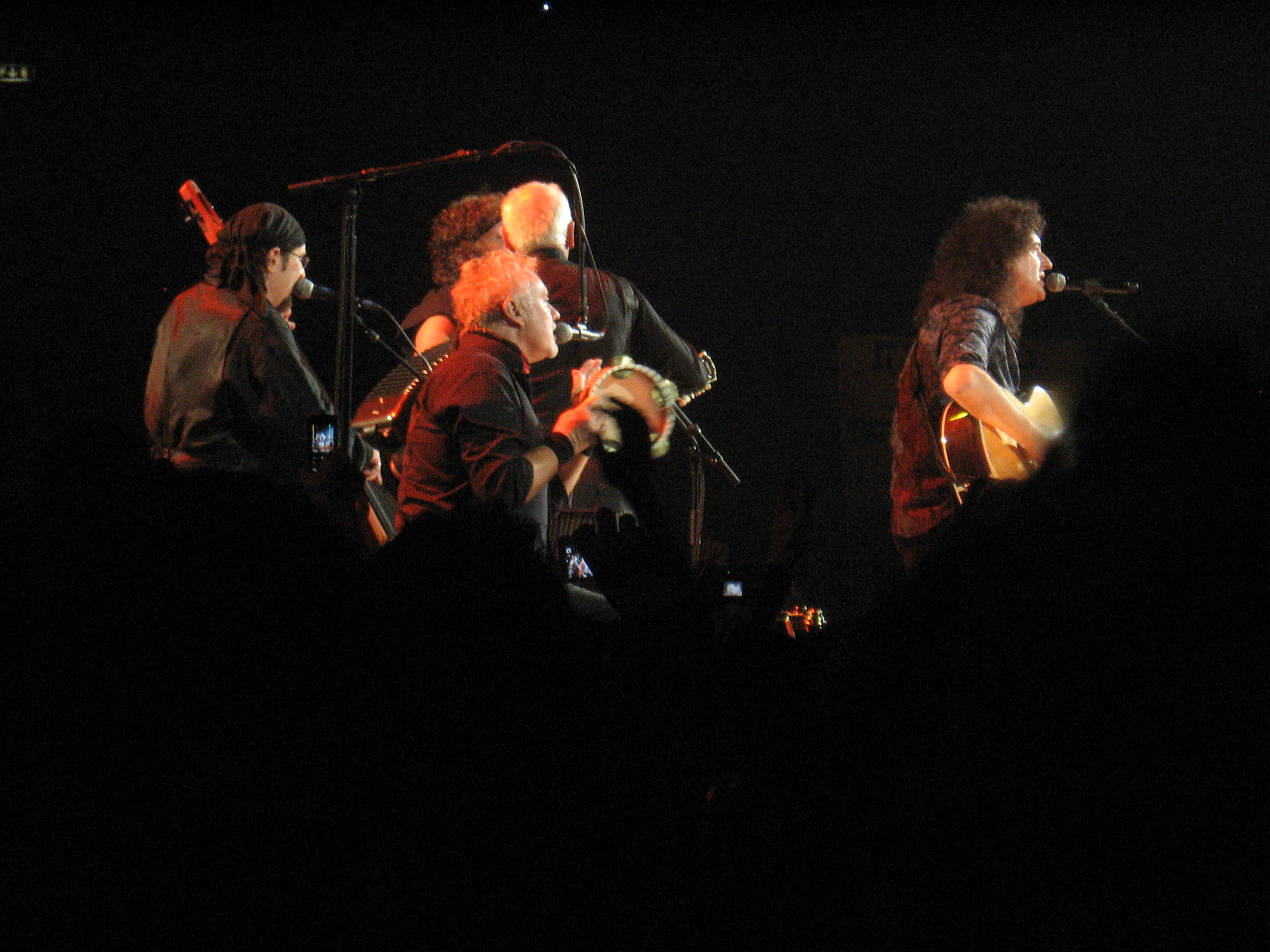
Brian May, Roger Taylor, Danny Miranda e Jamie Moses eseguono '39 al PalaLottomatica di Roma

Il 19 marzo 2008 giunge la notizia ufficiale che rivela le date della nuova tournée della band, che partirà da Mosca il 16 settembre per concludersi in Austria il 1º novembre, passando per Regno Unito (6 concerti), Germania (5), Spagna e altri Paesi fra i quali l'Italia, che ha visto il gruppo esibirsi nuovamente al PalaLottomatica di Roma e al Mediolanum Forum di Milano (dopo l'annullamento della data all'Arena di Verona nel mese di settembre). In seguito la tournée ha visto l'inserimento di quattro nuove date in Inghilterra e una coda "latina" del tour, che toccò Cile, Argentina e Brasile dopo l'esibizione a Dubai. La prima data moscovita del Rock The Cosmos Tour è stata in realtà preceduta da una esibizione tenutasi nella Freedom Square di Kharkov in Ucraina, dove i Queen + Paul Rodgers si sono esibiti per più di due ore di fronte a una folla stimata tra le 300.000 e le 350.000 persone. Il concerto, gratuito, è stato organizzato da un'associazione per la lotta all'AIDS con lo scopo di sensibilizzare il pubblico su questo tema. Il concerto è stato inoltre trasmesso in diretta televisiva e web e da cui è tratto il DVD intitolato Live In Ukraine, i cui proventi andranno a beneficio di questa importante causa.
Il Rock the Cosmos tour deve il suo nome all'album The Cosmos Rocks pubblicato il 15 settembre 2008 (19 settembre in Italia, 28 ottobre negli Stati Uniti d'America e in Canada. Le sessioni di registrazione in studio si sono concluse all'inizio del 2008. Fra i brani figura Say It's Not True (già pubblicato come singolo) e C-lebrity, inedito presentato in anteprima durante lo show televisivo Al Murray's Happy Hour, trasmesso dal canale inglese ITV il 4 aprile 2008. La sera stessa della messa in onda è apparso su YouTube il video dell'esibizione. L'edizione digitale di The Cosmos Rocks inoltre contiene la prima cover mai registrata dai Queen in studio. Si tratta di Runaway, vecchio successo di Del Shannon.
Take Love (l'unico brano inedito suonato dal vivo in una data della tournée 2006) non è presente nell'album. Reachin' Out è un brano eseguito da Brian May e Paul Rodgers per il progetto a scopo benefico "Rock Therapy" già nel 1996. Reachin' Out, in versione abbreviata, è stata utilizzata come brano introduttivo per ciascuno dei concerti tenuti durante le varie tournée.
Il 4 agosto 2008 l'emittente radiofonica britannica BBC Radio 2 ha trasmesso in anteprima mondiale il singolo C-lebrity, la cui pubblicazione (nei formati CD, DVD, vinile e digitale) è avvenuta l'8 settembre dello stesso anno. Le copertine di album e singolo sono a firma di Edgar Martins, rinomato fotografo per le sue opere ha ricevuto diversi riconoscimenti internazionali. Nel complesso The Cosmos Rocks ha ottenuto un discreto successo di vendite, seppur sotto le attese iniziali.

### Conclusione della collaborazione
Una dichiarazione di Rodgers avvenuta nel febbraio 2009 sembrò sancire la fine della collaborazione con i Queen. Nell'articolo, si legge di un Rodgers «aperto a future collaborazioni» con i Queen, soprattutto per quanto riguarda eventi di beneficenza, ma dichiara sostanzialmente chiusa l'esperienza con la band. Rodgers torna nei Bad Company. May, rispondendo alla email di un fan, lasciò intendere che ci sarebbe stato un periodo di riposo per tutti e che le voci di uno scioglimento erano infondate. A maggio 2009 Rodgers ha rivelato la fine della collaborazione coi Queen: 

Nel 2014, a seguito dell'inizio della collaborazione con Adam Lambert, sia Roger Taylor sia Brian May hanno valutato più criticamente l'esperienza con Rodgers.
(Roger Taylor, 2014)
(Brian May)

## Formazione
Ultima
- Paul Rodgers – voce, chitarra acustica, pianoforte, armonica a bocca
- Brian May – chitarra solista, voce
- Roger Taylor – batteria, voce

Turnisti
- Jamie Moses – chitarra ritmica, cori
- Danny Miranda – basso, cori
- Spike Edney – tastiera, cori

## Discografia
Album in studio
- 2008 – The Cosmos Rocks

Album dal vivo
- 2005 – Return of the Champions
- 2009 – Live in Ukraine